# Teorema secantelor concurente

duce la

În geometria euclidiană teorema secantelor concurente sau doar teorema secantelor descrie o relație între cele patru segmente de dreaptă create de două secante ale unui cerc care se intersectează în exteriorul cercului. Ea afirmă că produsul lungimii segmentelor aflate pe una dintre secante între punctul de intersecție al secantelor și intersecțiile secantei cu cercul este egal cu produsul analog al segmentelor de pe cealaltă secantă.
Pentru două drepte AD și BC care se intersectează în P, una dintre secante intersectând cercul în A și D, iar cealaltă în B și C, este valabilă următoarea ecuație:
{\displaystyle |PA|\cdot |PD|=|PB|\cdot |PC|}
Teorema rezultă direct din faptul că triunghiurile PAC și PBD sunt asemenea. Ele au în comun {\displaystyle \angle DPC}, iar {\displaystyle \angle ADB=\angle ACB} deoarece sunt unghiuri înscrise care subîntind același arc, AB. Asemănarea triunghiurilor furnizează o ecuație între rapoartele lungimilor segmentelor care este echivalentă cu ecuația teoremei prezentate mai sus:
{\displaystyle {\frac {PA}{PC}}={\frac {PB}{PD}}\Leftrightarrow |PA|\cdot |PD|=|PB|\cdot |PC|}
Valoarea celor două produse din teorema secantelor depinde doar de distanța punctului de intersecție P de centrul cercului și se numește valoarea absolută a puterii punctului P față de cerc⁠(d). Mai exact, se poate afirma că:
{\displaystyle |PA|\cdot |PD|=|PB|\cdot |PC|=d^{2}-r^{2}}
unde r este raza cercului, iar d este distanța dintre centrul cercului și punctul de intersecție, P. (v. figura de alături).
Alături de teorema coardelor concurente și teorema tangentei și a secantei, teorema secantelor concurente prezintă unul dintre cele trei cazuri de bază ale unei teoreme mai generale despre două drepte care se intersectează și un cerc, teorema puterii punctului față de cerc.